# Hermann Christian Wittgenstein

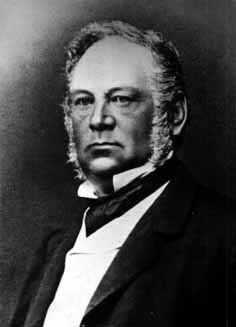
Hermann Christian Wittgenstein

Hermann Christian Wittgenstein, Geburtsname Herz Wittgenstein (* 15. September 1802 in Korbach; † 19. Mai 1878 in Wien) war ein deutsch-österreichischer Kaufmann aus der weitverzweigten Familie Wittgenstein.

## Leben
Er wuchs als Sohn des jüdischen Kaufmanns Moses Meyer-Wittgenstein (1768–1829) und dessen Frau Bernhardine (Breindel) Simon (1768–1829) in Korbach, im damaligen Fürstentum Waldeck auf. Zunächst arbeitete er im Familienbetrieb der Eltern mit, die vornehmlich mit Wolle handelten. 

1839 verließ er mit seinem Bruder Richard Simon Wittgenstein Korbach, um in der Messestadt Leipzig den Wollhandel auszuweiten. Im gleichen Jahr ließ er sich in der Dresdener Kreuzkirche evangelisch auf den Namen Hermann Christian taufen und heiratete in Gohlis Fanny Figdor aus Kittsee (* 7. April 1814, † 21. Oktober 1890), Tochter einer bedeutenden jüdischen Familie Wiens, die ebenfalls noch vor der Eheschließung zum protestantischen Glauben konvertierte. Beide wurden 1840 Bürger von Leipzig, betrieben ihr Geschäft in Leipzig-Gohlis und verkehrten dort in den vermögenden Kreisen. Unter anderem kümmerten sie sich um den jungen Violinisten Joseph Joachim, einen Cousin Fannys, der von 1843 bis 1849 am Leipziger Konservatorium studierte. 

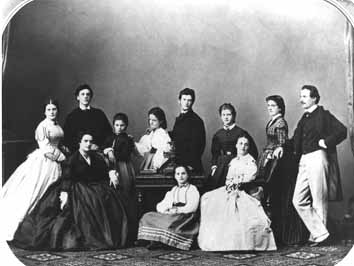
Die 11 Wittgenstein-Kinder bei Fannys und Hermann-Christians Silberhochzeit (1874)

1851 siedelte die Familie nach Vösendorf in Österreich über. In Zusammenarbeit mit der durch seine Gattin verschwägerten Wiener Bankiersfamilie Figdor war er unternehmerisch tätig. Er verwaltete heruntergekommene Adelsgüter, um sie zu sanieren und einen Teil des Sanierungsgewinnes zu bekommen. Die Figdors halfen bei Finanzierung und dem Verkauf der Waren, die auf den Gütern hergestellt wurden. Die Gewinne wurden meist in Immobilien investiert. Unter anderem erwarb die Familie im Februar 1856 das Gut Mauer bei Wien. 1860 zog die Familie nach Wien und weitete dort das Immobiliengeschäft erfolgreich aus.
Mit seiner Frau Fanny hatte er elf Kinder, darunter den späteren Großindustriellen Karl Wittgenstein.

## Auszeichnungen
- Am 22. Oktober 1909 wurde in Mauer die Hermann-Wittgenstein-Straße, später vereinfacht als Wittgensteinstraße, nach ihm benannt.[1]